# Lijst van voetbalinterlands Amerikaans-Samoa - Vanuatu
Deze lijst van voetbalinterlands is een overzicht van alle officiële voetbalwedstrijden tussen de nationale teams van Amerikaans-Samoa en Vanuatu. De landen hebben tot op heden drie keer tegen elkaar gespeeld. De eerste ontmoeting, een kwalificatiewedstrijd voor het Wereldkampioenschap voetbal 2006, werd gespeeld in Apia (Samoa) op 12 mei 2004. Het laatste duel, een wedstrijd tijdens de Pacific Games 2011, vond plaats op 5 september 2011 in Nouméa (Nieuw-Caledonië).

## Wedstrijden
| № | Plaats | Datum            | Competitie           | Wedstrijd                  | Uitslag |
| - | ------ | ---------------- | -------------------- | -------------------------- | ------- |
| 1 | Apia   | 12 mei 2004      | WK 2006 kwalificatie | Amerikaans-Samoa – Vanuatu | 1 – 9   |
| 2 | Apia   | 29 augustus 2007 | WK 2010 kwalificatie | Amerikaans-Samoa – Vanuatu | 0 – 15  |
| 3 | Nouméa | 5 september 2011 | Pacific Games 2011   | Amerikaans-Samoa – Vanuatu | 0 – 8   |

## Samenvatting
| Competitie      | Totaal gespeeld | Winst Am.-Samoa | Gelijk | Winst Vanuatu | Doelsaldo Am.-Samoa – Vanuatu |
| --------------- | --------------- | --------------- | ------ | ------------- | ----------------------------- |
| WK kwalificatie | 2               | 0               | 0      | 2             | 1 − 24                        |
| Pacific Games   | 1               | 0               | 0      | 1             | 0 − 8                         |
| Totaal          | 3               | 0               | 0      | 3             | 1 − 32                        |